# Gennaro Landi

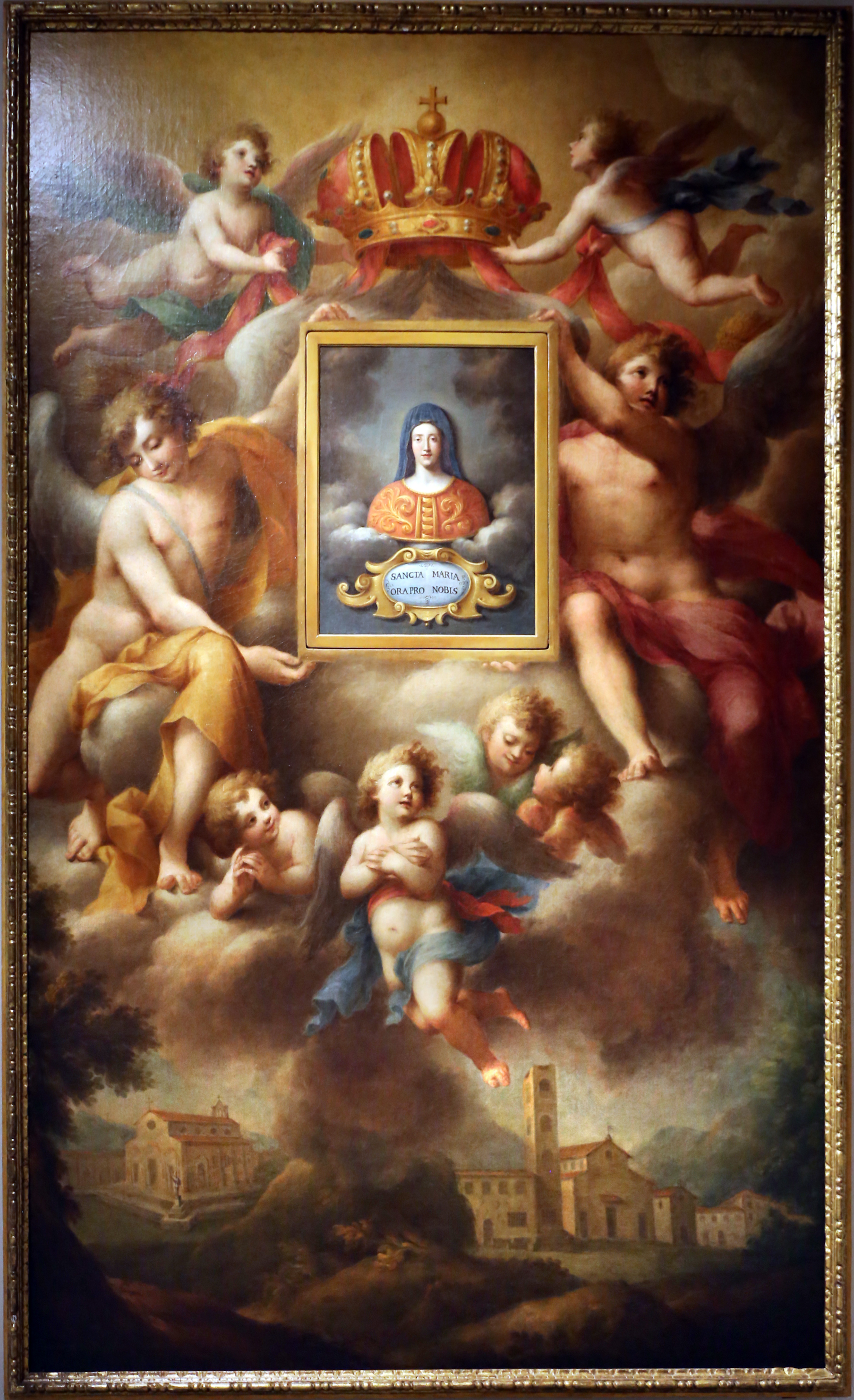
Gennaro Landi, Gli angeli portano la Madonna del Conforto sulle cattedrali di Arezzo e di Colle, 1800, Museo di Colle di Val d'Elsa

Gennaro Landi (Firenze, ... – Firenze, post 1800) è stato un pittore italiano, attivo a Firenze e in Toscana tra il 1767 e il 1800.

## Biografia
Di questo artista, del quale si hanno scarse notizie e non si conoscono al momento gli estremi biografici, si ipotizza che si sia formato a contatto con la cultura emiliana, magari filtrata da qualche maestro fiorentino che ben la conosceva.
Una sua prima opera documentata è un affresco nell'abbazia di Vallombrosa, tuttora esistente, del 1768, a cui seguirono alcuni affreschi nei palazzi fiorentini Naldini Del Riccio e Strozzi. L'immatricolazione all'Accademia del Disegno risale solo al 1777, e dopo questa data si sa che lavorò in palazzo Pitti (opere non individuate) e nella chiesa del Carmine (cappella del Crocifisso della Provvidenza).
Al 1776 risale forse la sua opera più significativa, l'affresco del soffitto e degli ovali della Compagnia di San Filippo Benizzi (oggi oratorio di San Francesco Poverino).
Sappiamo che lavorò anche come restauratore e stimatore per opere dei colleghi. Firmò un'ultima opera nota l'anno 1800, oggi nel Museo civico di Colle di Val d'Elsa, in cui si vede la sua estraneità al nascente gusto neoclassico.